# Renonce (Kartenspiel)
Eine Renonce (IPA: [ʁəˈnɔ̃ːs], anhörenⓘ) bezeichnet bei Stich-Kartenspielen einen Regelverstoß, z. B. ein Verletzen des Farbzwanges (Farbfehler). Beim Bridge wird der engl. Ausdruck Revoke gebraucht.
Gelegentlich wird der Begriff Renonce auch in anderer Bedeutung gebraucht: Wenn nämlich ein Spieler von einer Farbe keine Karten (mehr) hat, also in dieser Farbe blank ist, so wird dies gelegentlich ebenfalls als Renonce (oder Chicane) bezeichnet.

## Belege
1. ↑  Eva-Maria Krech, Eberhard Stock, Ursula Hirschfeld, Lutz Christian Anders: Deutsches Aussprachewörterbuch. 1. Auflage. Walter de Gruyter, Berlin, New York 2009, ISBN 978-3-11-018202-6, S. 869.
2. ↑  „Renonce“ In: Meyers Großes Konversations-Lexikon, Band 16. Leipzig 1908, S. 805.